# Sulguni
Sulguni (géorgien : სულგუნი, სულუგუნი - sulguni, suluguni ; svan : selgin, lejmare ; mégrélien : selegin) est un fromage géorgien en saumure des régions de Mégrélie et Svanétie. Il a une saveur aigre et modérément salée, une texture alvéolée et une consistance élastique ; ces attributs sont le résultat du procédé utilisé, tout comme la source de son surnom de « fromage pickle ». Sa couleur va du blanc au jaune pâle. Le sulguni est souvent frit, ce qui masque son odeur. Il est souvent servi en quartiers.
Un fromage sulguni typique a la forme d'un disque plat de 2,5 à 3,5 cm d'épaisseur. Il pèse 0,5 à 1,5 kg et contient 50 % d’eau et entre 1 % et 5 % de sel. La teneur en matières grasses sèches est en moyenne de 45 %. Le sulguni est produit uniquement à partir d'ingrédients naturels : du lait de vache normalisé par coagulation par présure avec des cultures pures de bactéries lactiques.

## Étymologie
Le nom est étymologiquement mégrélien : სელეგინ (selegin).
Il existe une version selon laquelle le mot sulguni est étymologiquement ossétique (dialecte de Digor) : сулугун (sulugun) en ajoutant le formant nominatif géorgien i, où sulu signifie lactosérum et le formant -gun signifie "fait de". Cependant, cette version ne prend pas en compte le fait qu'à l'origine ce fromage était produit dans la région de Mingrélie, à l'ouest de la Géorgie, qui n'a pas de frontière avec d'autres régions de Géorgie où la langue ossète n'est que rarement utilisée. En même temps, initialement en langue mégrélienne, le nom sonne comme selegin (sele - "pétrir" et gin - famille de bovins (buffles, vaches) dont le lait est utilisé pour produire le fromage). Le pétrissage du fromage primaire est l’étape clé du processus de production finale du fromage. Ces arguments contredisent l'étymologisation basée sur le mot ossète sulu. On suppose que selegin a été transformé en suluguni à la suite de la migration du nom vers le géorgien et vers l'est et d'autres régions de la Géorgie. Une étymologie populaire postule que le nom sulguni vient de deux mots géorgiens : suli (qui signifie « âme ») et guli (« cœur »).

## Production

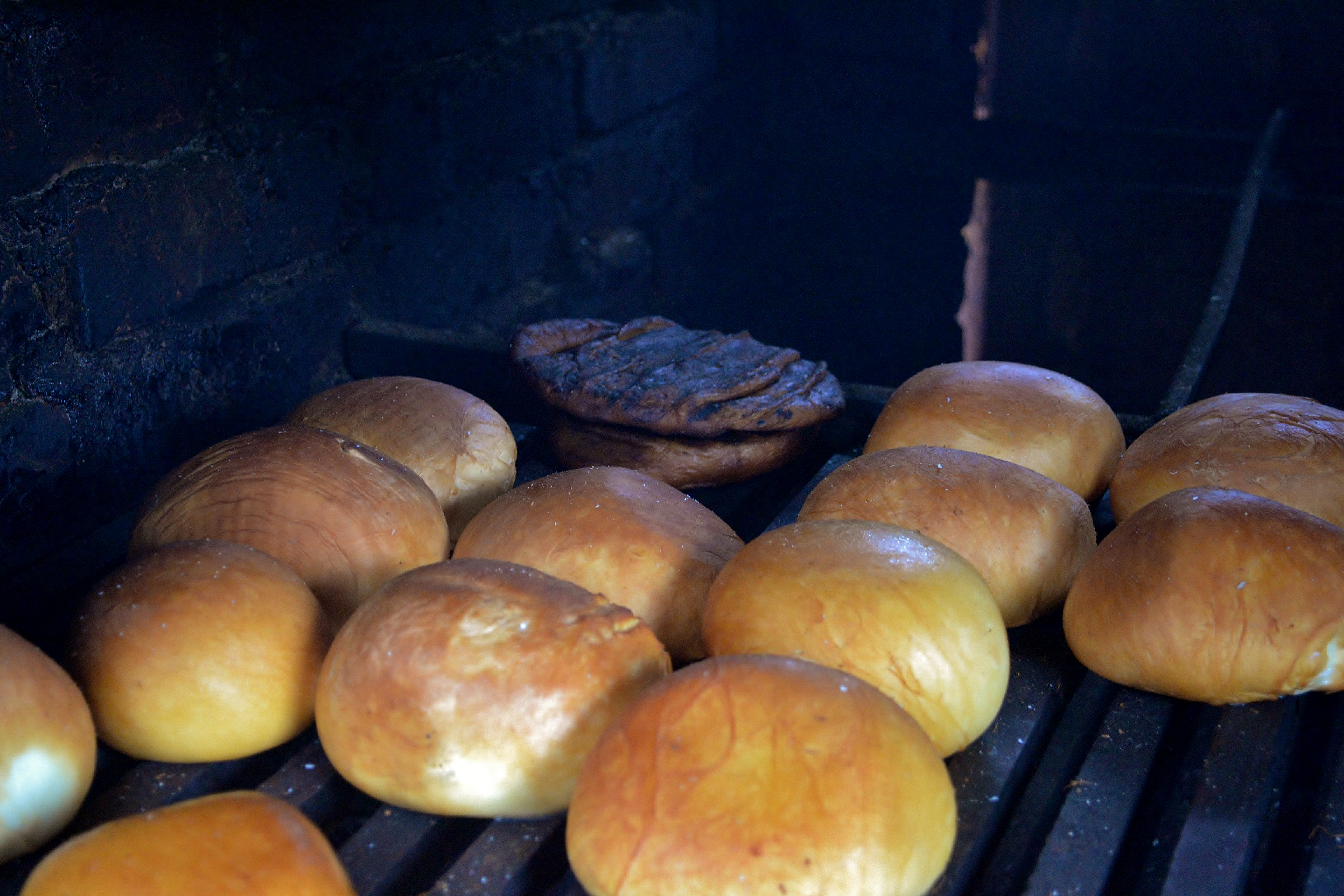
Sulguni fumé

Selon des sources des années 1970, le sulguni représentait environ 27 % de la production de fromage en Géorgie. C'était le troisième fromage mariné le plus populaire de l'Union soviétique, avec une part de 16,5 % en 1987 (après le bryndza et le fromage ossète).
Le sulguni peut être produit à partir de lait normalisé de vache, de bufflonne ou d'un mélange de ces laits. C'est un "fromage rapide" qui affine en un ou deux jours seulement. Le mélange de lait normalisé et de levain bactérien est échaudé à 36-38°C ou bien emprésuré sans ébouillantage. Il subit ensuite le même processus que le cheddar dans du lactosérum à 34-35°C pendant cinq heures maximum, atteignant une acidité titrable de 140 à 160 °C.
La masse "cheddarée" est ensuite coupée en morceaux de 1 à 3 centimètres de long. Ils sont chauffés à 60-80°C dans un mélangeur rotatif, soit directement, soit en ajoutant du lactosérum ou de la saumure. La plastification de la masse brute prend cinq à sept minutes. La plastification à sec direct donne un fromage plus gras et plus sec avec un goût supérieur. La masse fromagère plastifiée est ensuite refroidie, égouttée du lactosérum et façonnée à la main. Les fromages façonnés sont affinés à froid (8-12°C) avec de la saumure légèrement acide pendant 6 à 48 heures.
Pendant longtemps, le fromage présure sulguni était produit uniquement par les agriculteurs géorgiens locaux, mais en 2012, la société laitière géorgienne « LTD Sante GMT products » a commencé à produire du sulguni emballé. Ils utilisent un processus de production entièrement automatisé, avec des opérations manuelles minimisées.
De nombreux habitants de la Mégrélie produisent encore eux-mêmes leurs fromages avec leurs propres vaches sans exercer nécessairement la profession d'agriculteurs.
En Russie, le fromage sulguni est produit selon la technologie décrite dans GOST R 53437-2009 « Suluguni and Sloistyi cheeses. Specifications ». Le mot sloistyi (russe : слоистый) signifie « en couches » ; ce nom (fromage en couches) était parfois utilisé en URSS et désaffecté dans la langue russe actuelle.

## Voir également
- Liste de fromages